# 晩

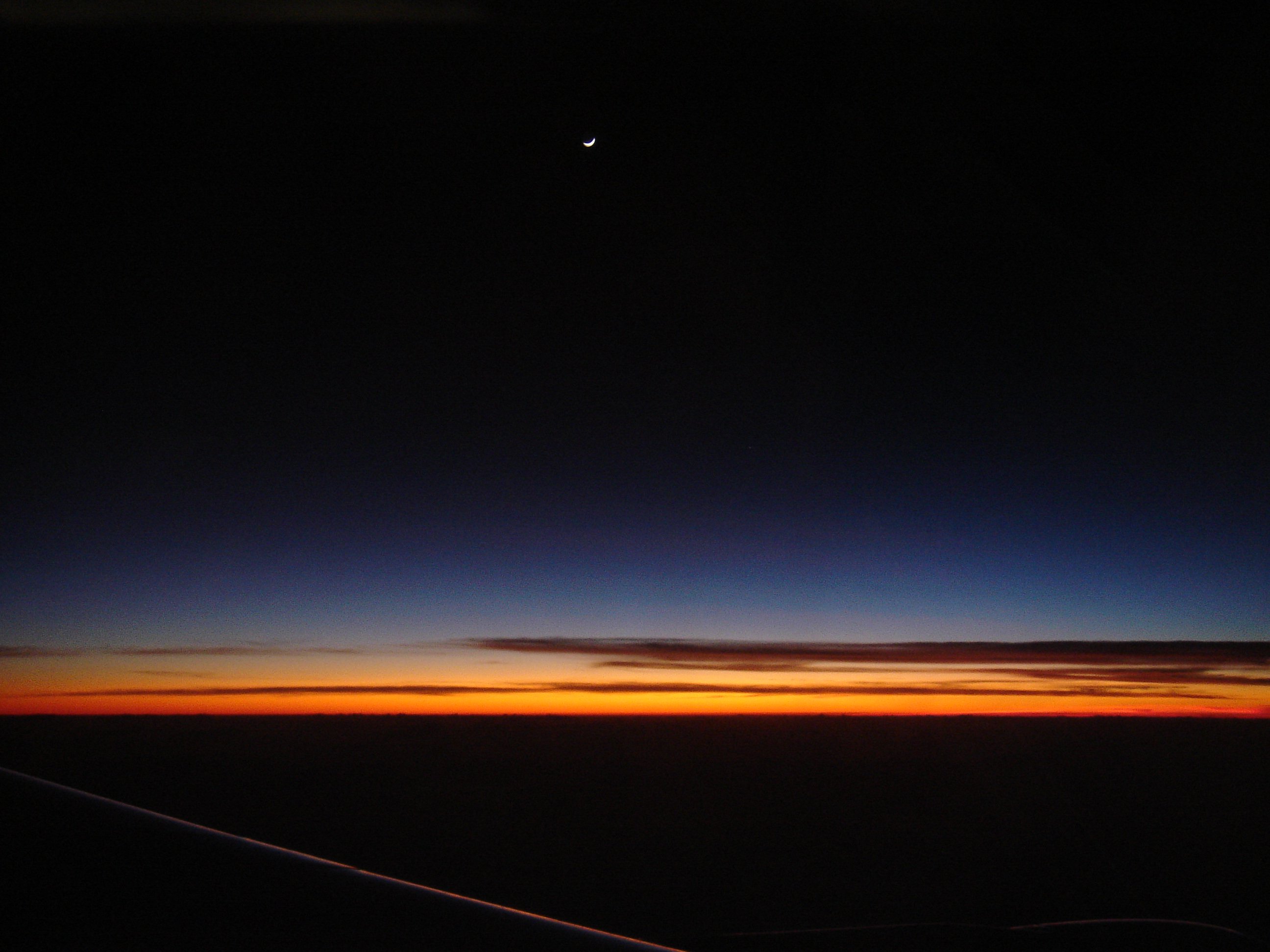
晩

晩（ばん）とは、夕暮れと夜の間の時間帯のことであり、どちらの意味でも使われる。ただし、最近は「夜」という意味に変化しつつある。

## 概要
広辞苑には「日没後、人がまだ寝ずにいるような夜の初めの方。更に広く、夜全体を指すこともある」との記載がある。一方大辞泉には夕暮れ、夕方という記載もある。
日が暮れ始めて、完全に日が見えなくなるまでの時間帯を夕方と呼ぶことが多い。一方晩はそれ以降の時間帯を指すことが多い。
元々は、「ゆふべ（夕べ）」「よひ（宵）」「よ（夜）」の順で時間が遅くなり、「晩」は中世～近世にかけて使われるようになったとされる。
気象庁は、「晩」という語に「日暮れからしばらくの間（夜のはじめ頃）」と「夜」の2つの意味があるとして、誤解を避けるため「単独では使用しない」としている。「朝晩」については「午前0時頃から午前9時頃までと、18時頃から24時頃まで」と定義されている。

## 日本における伝説

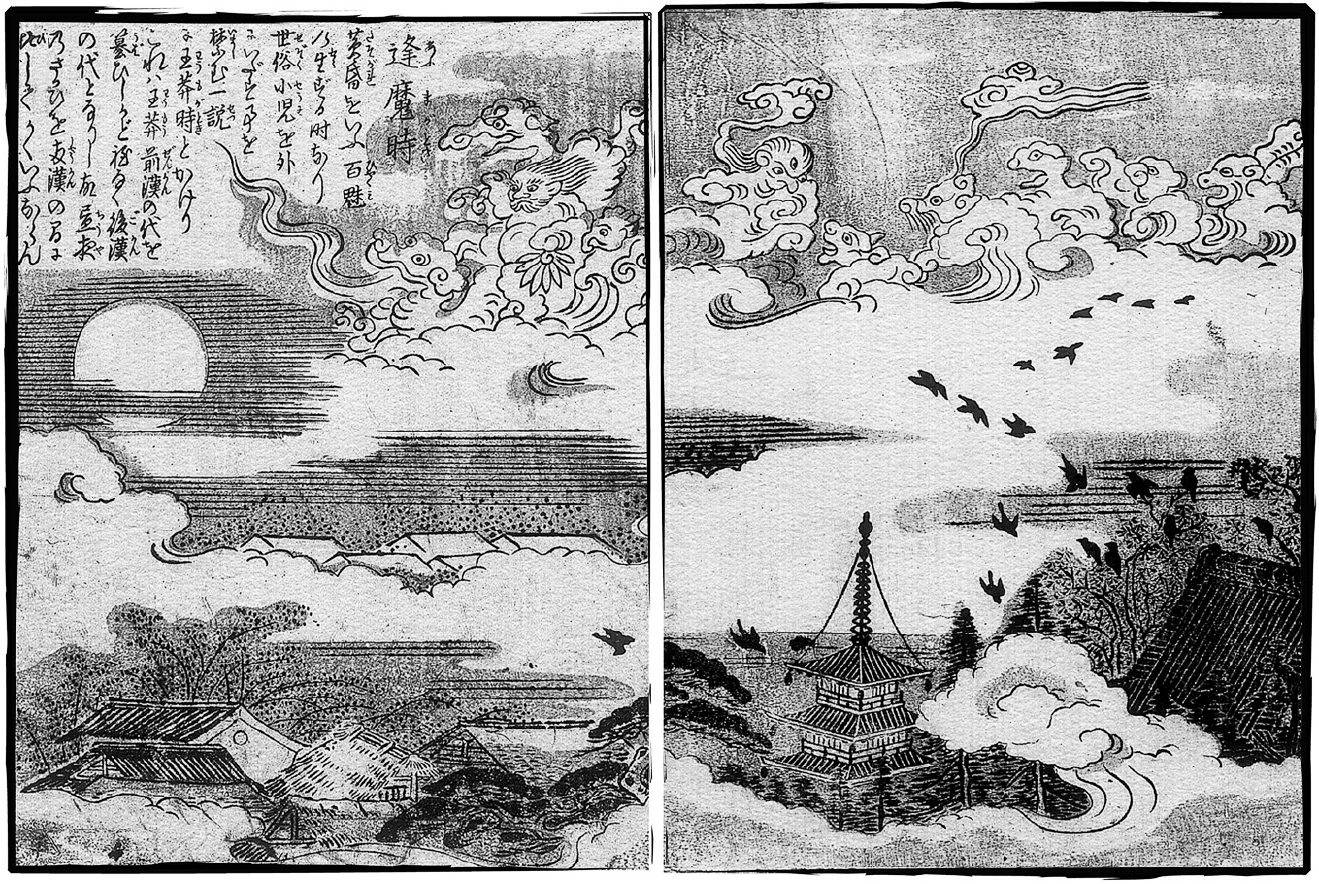
「逢魔時」『今昔画図続百鬼』：鳥山石燕

日本では昼と夜の境である《たそがれ時》（晩）は神隠しなどの超常現象がよく起きる時刻とされてきた。
このような物事の見分けがつかない時間は、いわばこの世と異界がまじわる時でもあったから、異界から神や魔物や妖怪が多く出現したのである。「百鬼夜行」という言葉があるように、夜はさまざまな魔物や妖怪が出没する時間帯であった。
この時間帯を「逢魔時（おうまがとき）」とも言う。電灯など無い時代、夜は闇の世界であり、人々の家のすぐそばまで異界の境は近づいていた。
『日本書紀』の伝説には、夜は神がつくり昼は人間がつくったとある。夜は神の世界であったから、祭りや神事の多くは、日没からあかつきにかけて行われる。

## 海外における晩
（この節の出典）
英語では、日没から平均的に人が寝る時間までがevening、平均的に人が寝ている時間がnightという分け方をしている。
- 夕方 (before evening) - 17時 - 19時
- 晩 (evening) - 19時 - 22時
- 夜 (night, late evening) - 22時以降

## ギャラリー

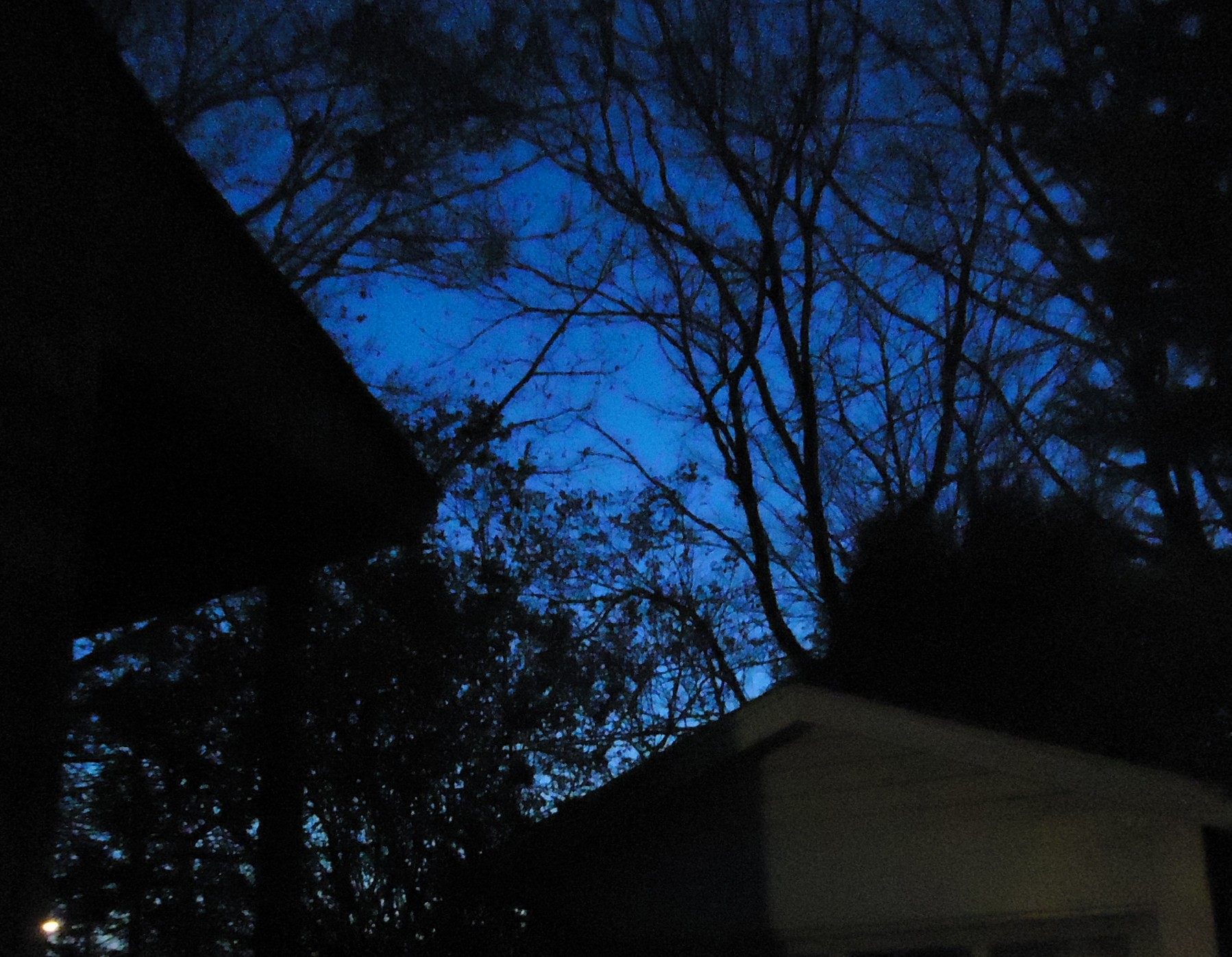
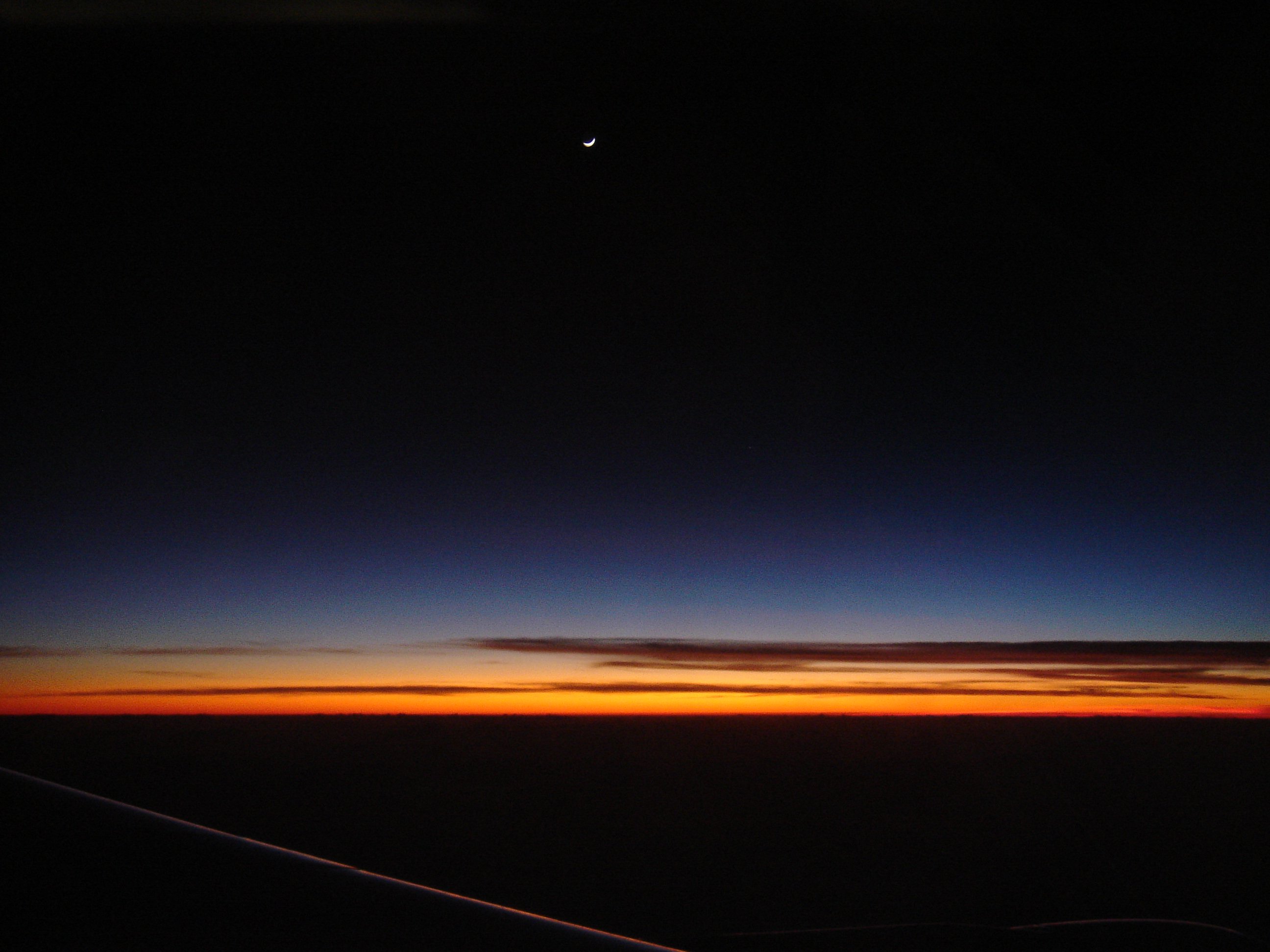
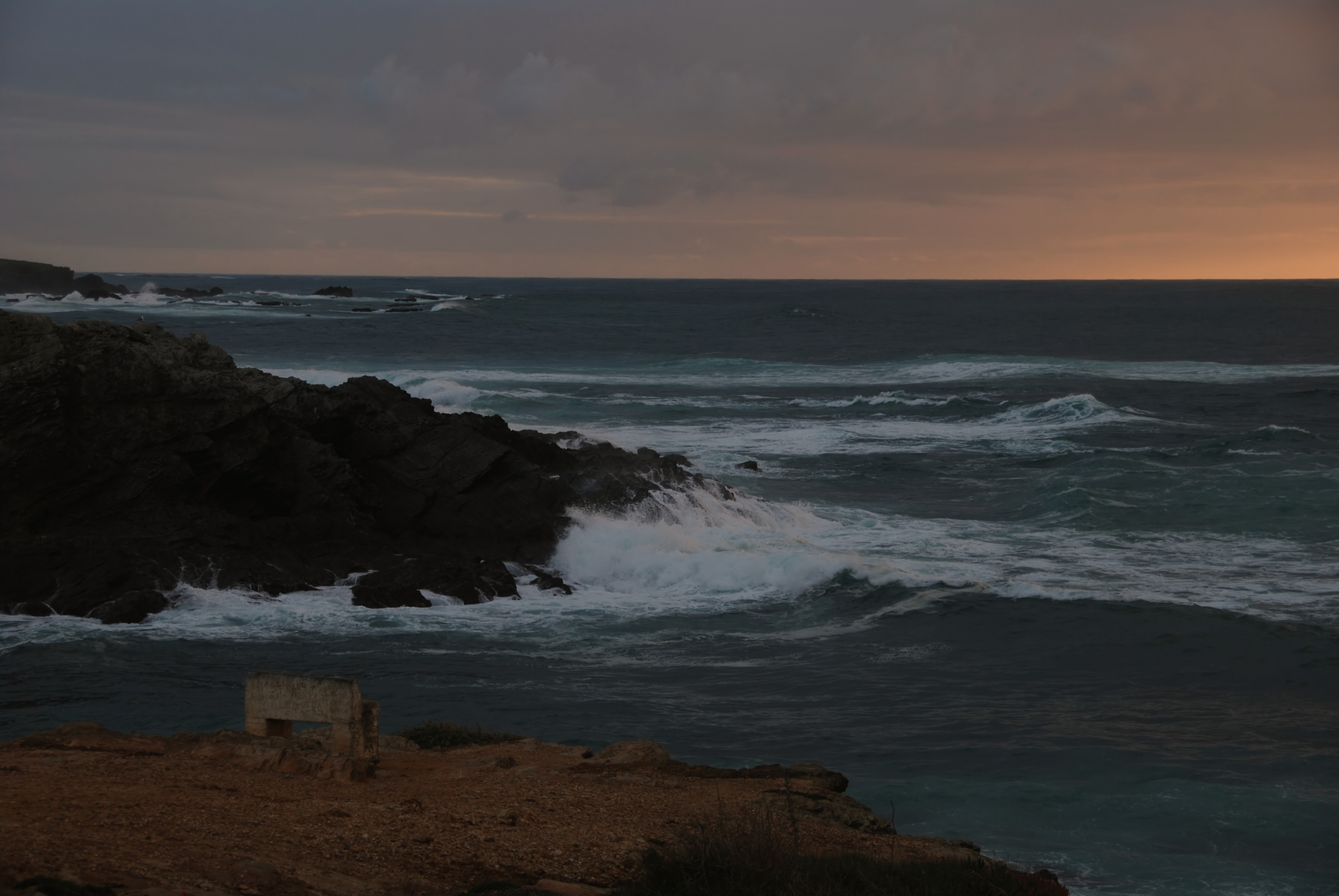
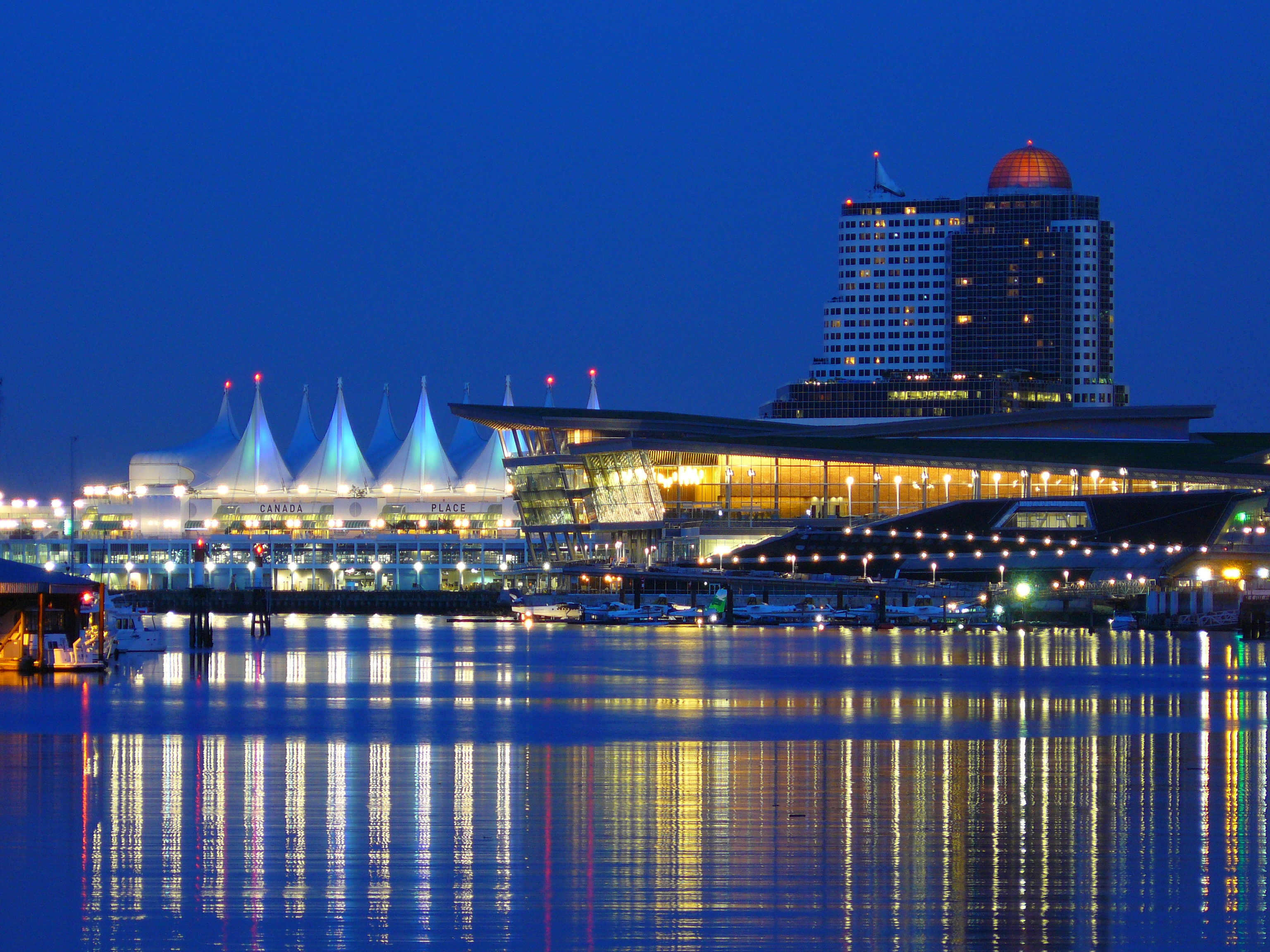

## 言葉
- 晩ご飯
- 朝昼晩

### 注訳
1. ↑  旧字体は「晚」（「免」の部分が「俛」となる字形）。
2. ↑  特に夜の中で「早い時間帯」を指す
3. ↑  《たそがれ》は「誰（た）そ彼」であり、晩頃うす暗くて人の見分けのつかない時のことである。